# Pauropus numidus
Pauropus numidus är en mångfotingart som beskrevs av Paul Auguste Remy 1947. Pauropus numidus ingår i släktet grovfåfotingar, och familjen fåfotingar. Inga underarter finns listade i Catalogue of Life.